# Zethesides haesitans
Zethesides haesitans är en fjärilsart som beskrevs av Walker 1858. Zethesides haesitans ingår i släktet Zethesides och familjen nattflyn. Inga underarter finns listade i Catalogue of Life.